# مانينغ ناش
مانينغ نـاش (بالإنجليزية: Manning Nash)‏ هو عالم إنسان أمريكي، ولد في 1924، وتوفي في 12 ديسمبر 2001.